# Liberty (odrůda jablek)

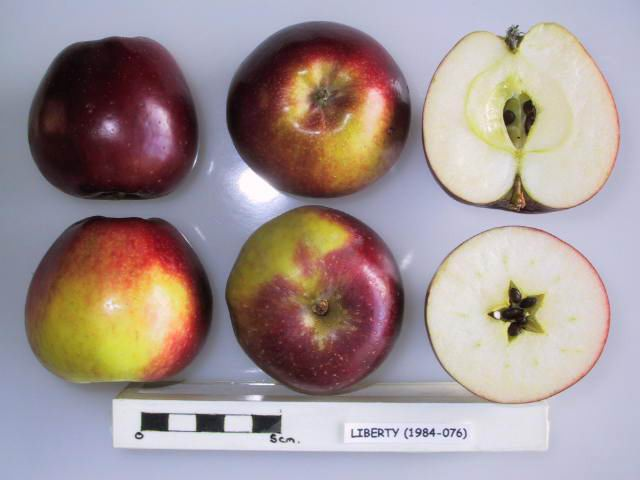
Plody odrůdy Liberty

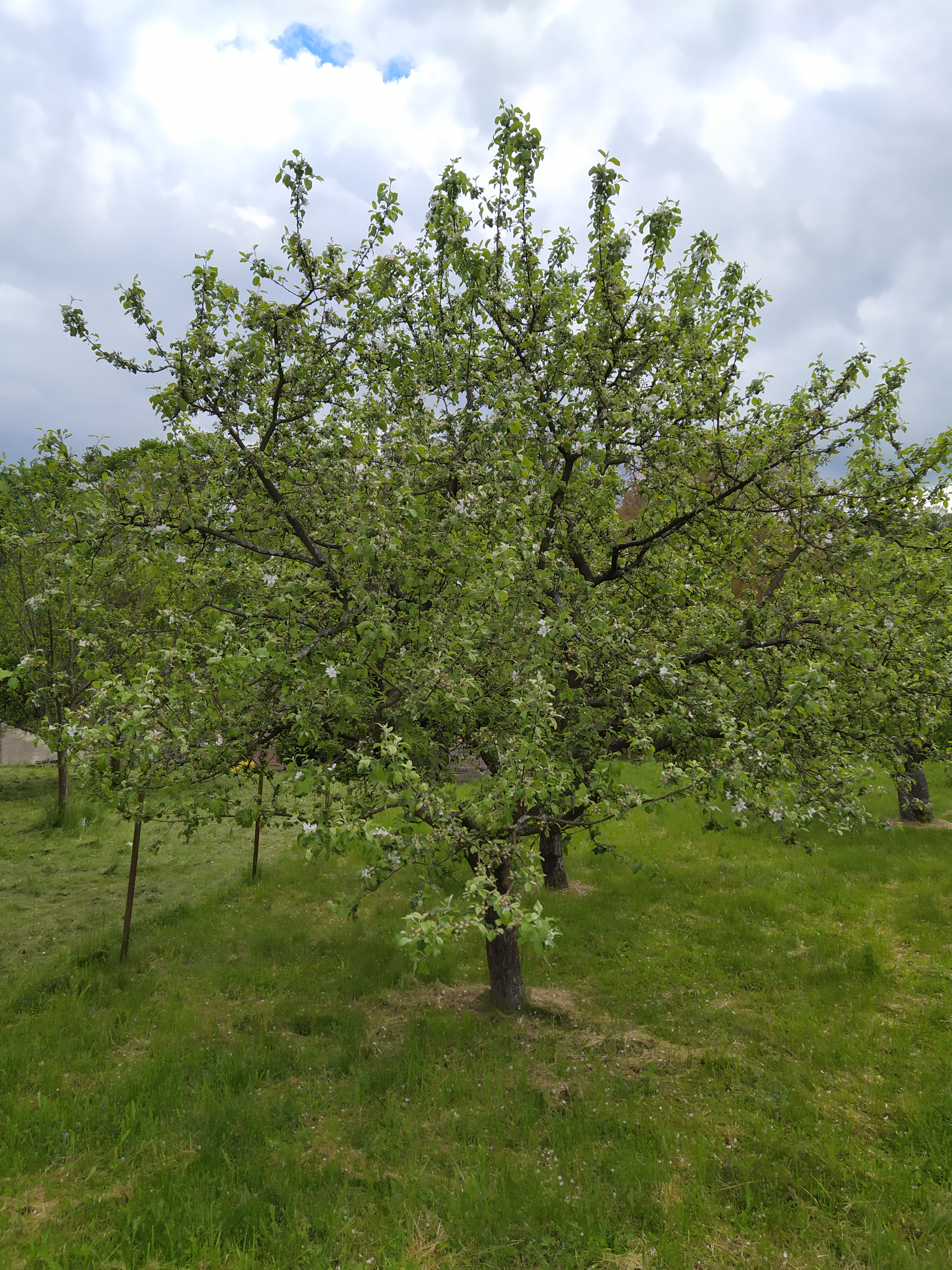
Jabloň odrůdy Liberty

Liberty (Malus domestica 'Liberty' ) je ovocný strom, kultivar druhu jabloň domácí z čeledi růžovitých. Je to raně zimní odrůda jabloně.

## Historie

### Původ
Liberty je několikanásobný kříženec původem z Kanady a USA. Kanada – Wealthy x Macoun x botanický druh kl. 852. USA – Macoun x PRI54-12.

## Vlastnosti
Odrůda je velmi odolná vůči mrazu. V době květu bývají květy středně poškozovány pozdními jarními mrazíky. Kvete bohatě a je schopná opylit polovinu svých květů, pro větší výnosy je dobré v blízkosti vysadit jiného opylovače, např. odrůdu Idared. Je vysoce odolná vůči houbovým chorobám. Je rezistentní vůči strupovitosti. Má malou náchylnost k padlí. Plody se neotlačují, dobře se přepravují. Tuto odrůdu je vhodné pěstovat ve středních a vyšších polohách. Hodí se pro pěstování na nižších tvarech – zákrsek, čtvrtkmen. Odrůda plodí brzy po výsadbě. Plodí pravidelně, prakticky každoročně, pokud není poškozena jarními mrazíky. Plodnost je vysoká. Touto odrůdou lze především ve vyšších polohách nahradit starší odrůdu Spartan, protože má stejné vzhledové a částečně i chuťové vlastnosti a netrpí houbovými chorobami, např. strupovitostí, ke které je odrůda Spartan vysoce náchylná. Jedinou nevýhodou oproti Spartanu je asi o měsíc kratší skladovatelnost.

### Růst

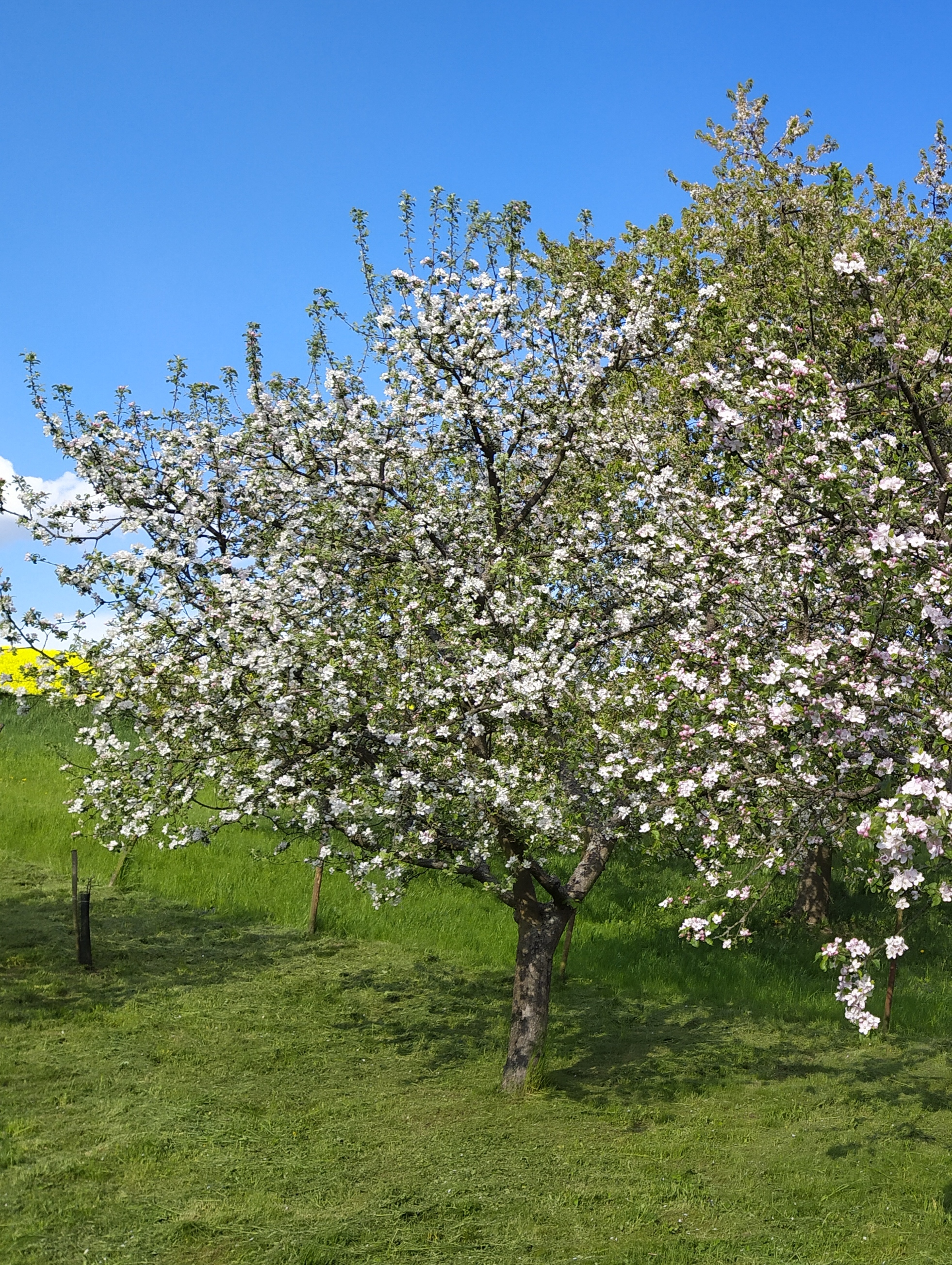
Rozkvetlá jabloň Liberty

Růst stromu je středně bujný. Vytváří rozložitější koruny kulovitého tvaru. V mládí roste rychle, ve stáří nemá sklon k zahušťování, růst jednoletých přírůstků je malý.

## Plod
Velikost plodu je menší až střední, tvar je kuželovitý, nepravidelný. Hmotnost plodu kolem 140 g. Základní barva je zelená až zelenožlutá, krycí barva je tmavě červená až fialová a většinou je rozmytá po celé ploše plodu. Dužnina je bílá, jemné konzistence, středně šťavnatá, polosladká. Vzhledem a částečně i chutí připomíná starší odrůdu Spartan, která má sladší chuť.
Plody zrají od poloviny září do začátku října, záleží na pěstitelské poloze, kde jsou pěstovány. Jelikož se jedná o raně zimní odrůdu, je skladovatelnost přibližně dva měsíce, do prosince. Ke konci skladování mají jablka sklon k hnědnutí dužniny a k hořknutí. 